# Viola langeana
Viola langeana Valentine – gatunek roślin z rodziny fiołkowatych (Violaceae). Występuje naturalnie w środkowych częściach Portugalii i Hiszpanii. 

## Morfologia
PokrójBylina dorastająca do 10–20 cm wysokości, tworzy kłącza.
LiścieBlaszka liściowa ma kształt od podługowato lancetowatego do łyżeczkowatego. Mierzy 12,5–12,5 cm długości oraz 1,5–1,5 cm szerokości, jest całobrzega lub karbowana na brzegu, ma sercowatą nasadę i tępy wierzchołek. Ogonek liściowy jest nagi. Przylistki są pierzasto-dzielne.
KwiatyPojedyncze, wyrastające z kątów pędów. Mają działki kielicha o lancetowatym kształcie i dorastające do 6–10 mm długości. Płatki są odwrotnie jajowate i mają żółtą barwę, dolny płatek jest odwrotnie jajowaty, mierzy 11-14 mm długości, posiada obłą ostrogę o długości 2-4 mm.
OwoceTorebki mierzące 7-8 mm długości, o jajowatym kształcie.

## Biologia i ekologia
Rośnie na terenach skalistych, na wysokości od 600 do 1900 m n.p.m.